# Стањинац
Стањинац је насеље у Србији у општини Књажевац у Зајечарском округу. Према попису из 2022. било је 25 становника (према попису из 1991. било је 156 становника).

## Демографија
У насељу Стањинац живи 25 пунолетна становника, а просечна старост становништва износи 74,6 година (74,0 код мушкараца и 75,4 код жена). У насељу има 18 домаћинства, а просечан број чланова по домаћинству је 1,39.
Ово насеље је великим делом насељено Србима (према попису из 2002. године).
|  |

| Демографија | Демографија | Демографија |
| Година      | Становника  | Становника  |
| ----------- | ----------- | ----------- |
| 1948.       | 762         |             |
| 1953.       | 707         |             |
| 1961.       | 614         |             |
| 1971.       | 506         |             |
| 1981.       | 289         |             |
| 1991.       | 156         | 155         |
| 2002.       | 95          | 97          |
| 2011.       | 33          |             |
| 2022.       | 25          |             |

| Етнички састав према попису из 2002.‍ | Етнички састав према попису из 2002.‍ | Етнички састав према попису из 2002.‍ | Етнички састав према попису из 2002.‍ | Етнички састав према попису из 2002.‍ |
| ------------------------------------ | ------------------------------------ | ------------------------------------ | ------------------------------------ | ------------------------------------ |
|                                      |                                      |                                      |                                      |                                      |
| Срби                                 | Срби                                 |                                      | 93                                   | 97,89%                               |
| непознато                            | непознато                            |                                      | 2                                    | 2,10%                                |

| Година пописа     | 1948. | 1953. | 1961. | 1971. | 1981. | 1991. | 2002. |
| ----------------- | ----- | ----- | ----- | ----- | ----- | ----- | ----- |
| Број домаћинстава | 140   | 145   | 132   | 122   | 100   | 65    | 51    |

| Број чланова      | 1  | 2  | 3 | 4 | 5 | 6 | 7 | 8 | 9 | 10 и више | Просек |
| ----------------- | -- | -- | - | - | - | - | - | - | - | --------- | ------ |
| Број домаћинстава | 22 | 21 | 4 | 2 | 1 | 1 | 0 | 0 | 0 | 0         | 1,86   |

| Пол    | Укупно | Неожењен/Неудата | Ожењен/Удата | Удовац/Удовица | Разведен/Разведена | Непознато |
| ------ | ------ | ---------------- | ------------ | -------------- | ------------------ | --------- |
| Мушки  | 47     | 7                | 30           | 10             | 0                  | 0         |
| Женски | 47     | 1                | 30           | 16             | 0                  | 0         |
| УКУПНО | 94     | 8                | 60           | 26             | 0                  | 0         |

| Пол    | Укупно                    | Пољопривреда, лов и шумарство | Рибарство                            | Вађење руде и камена | Прерађивачка индустрија       |
| ------ | ------------------------- | ----------------------------- | ------------------------------------ | -------------------- | ----------------------------- |
| Мушки  | 11                        | 5                             | 0                                    | 0                    | 2                             |
| Женски | 10                        | 9                             | 0                                    | 0                    | 0                             |
| УКУПНО | 21                        | 14                            | 0                                    | 0                    | 2                             |
| Пол    | Производња и снабдевање   | Грађевинарство                | Трговина                             | Хотели и ресторани   | Саобраћај, складиштење и везе |
| Мушки  | 0                         | 0                             | 0                                    | 0                    | 0                             |
| Женски | 0                         | 0                             | 1                                    | 0                    | 0                             |
| УКУПНО | 0                         | 0                             | 1                                    | 0                    | 0                             |
| Пол    | Финансијско посредовање   | Некретнине                    | Државна управа и одбрана             | Образовање           | Здравствени и социјални рад   |
| Мушки  | 0                         | 0                             | 0                                    | 0                    | 0                             |
| Женски | 0                         | 0                             | 0                                    | 0                    | 0                             |
| УКУПНО | 0                         | 0                             | 0                                    | 0                    | 0                             |
| Пол    | Остале услужне активности | Приватна домаћинства          | Екстериторијалне организације и тела | Непознато            | Непознато                     |
| Мушки  | 0                         | 0                             | 0                                    | 4                    | 4                             |
| Женски | 0                         | 0                             | 0                                    | 0                    | 0                             |
| УКУПНО | 0                         | 0                             | 0                                    | 4                    | 4                             |